# 多摩川原駅
多摩川原駅（たまがわらえき）は、かつて東京都北多摩郡昭和村福島（現在の昭島市）にあった、鉄道省中央本線貨物支線（多摩川支線）の駅（貨物駅）である。

## 概要

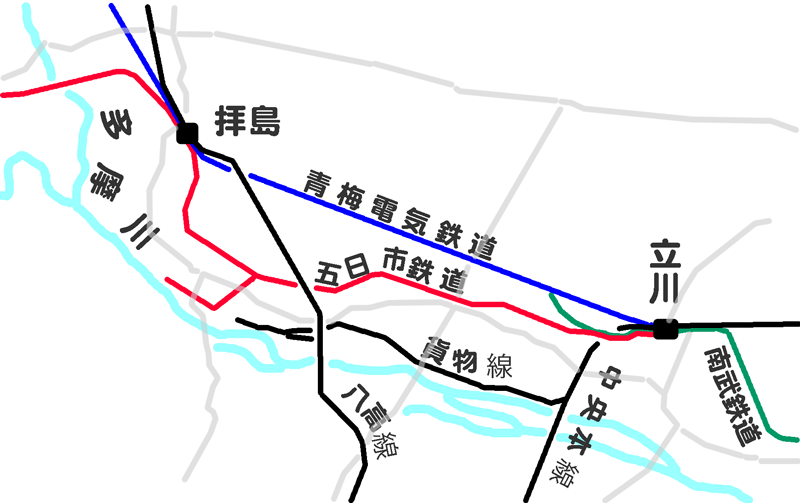
路線図、1935年

立川駅 - 日野駅間にあった多摩川信号場から分岐する貨物支線（多摩川支線）の終点駅である。この貨物支線は、多摩川から産出する砂利や砂の輸送用に建設されたものであるが、その経歴には複雑なものがある。元は、1905年（明治38年）に地元郷地村の紅林徳五郎が多摩川橋梁 - 福島村間に砂利鉄道を建設したもので、翌1906年（明治39年）に甲武鉄道が買収、さらに同年10月に国有化されたものである。その後、1916年（大正5年）3月3日に正式に砂利の運送を開始したことになっているが、1930年（昭和5年）4月1日付で廃止され、同日付で立川駅 - 当駅間が新線扱いで開業し、貸切扱貨物の取り扱いを開始した。この時点での営業キロは立川起点3.7kmで、立川駅 - 多摩川信号場間1.7kmは本線と重複していた。
当駅では、1924年（大正13年）8月15日に開業した拝島村までの多摩川砂利木材鉄道の専用線（2.8km。運行は鉄道省が受託）が接続しており、1945年（昭和20年）10月5日の廃止まで存続した。同線の廃止に伴って、当駅を含む多摩川支線は、1946年（昭和21年）6月1日付けで休止（実質廃止）となった。

## 隣の駅
鉄道省
中央本線貨物支線（多摩川支線）
立川駅 - （多摩川信号場） - 多摩川原駅